# Aprostocetus oreophilus
Aprostocetus oreophilus is een vliesvleugelig insect uit de familie Eulophidae. De wetenschappelijke naam is voor het eerst geldig gepubliceerd in 1861 door Förster.